# Godziny (film)
Godziny (ang. The Hours) – amerykański film fabularny z 2002 roku w reżyserii Stephena Daldry’ego, ekranizacja powieści Godziny (1998) Michaela Cunninghama.

## „Godziny” Michaela Cunninghama

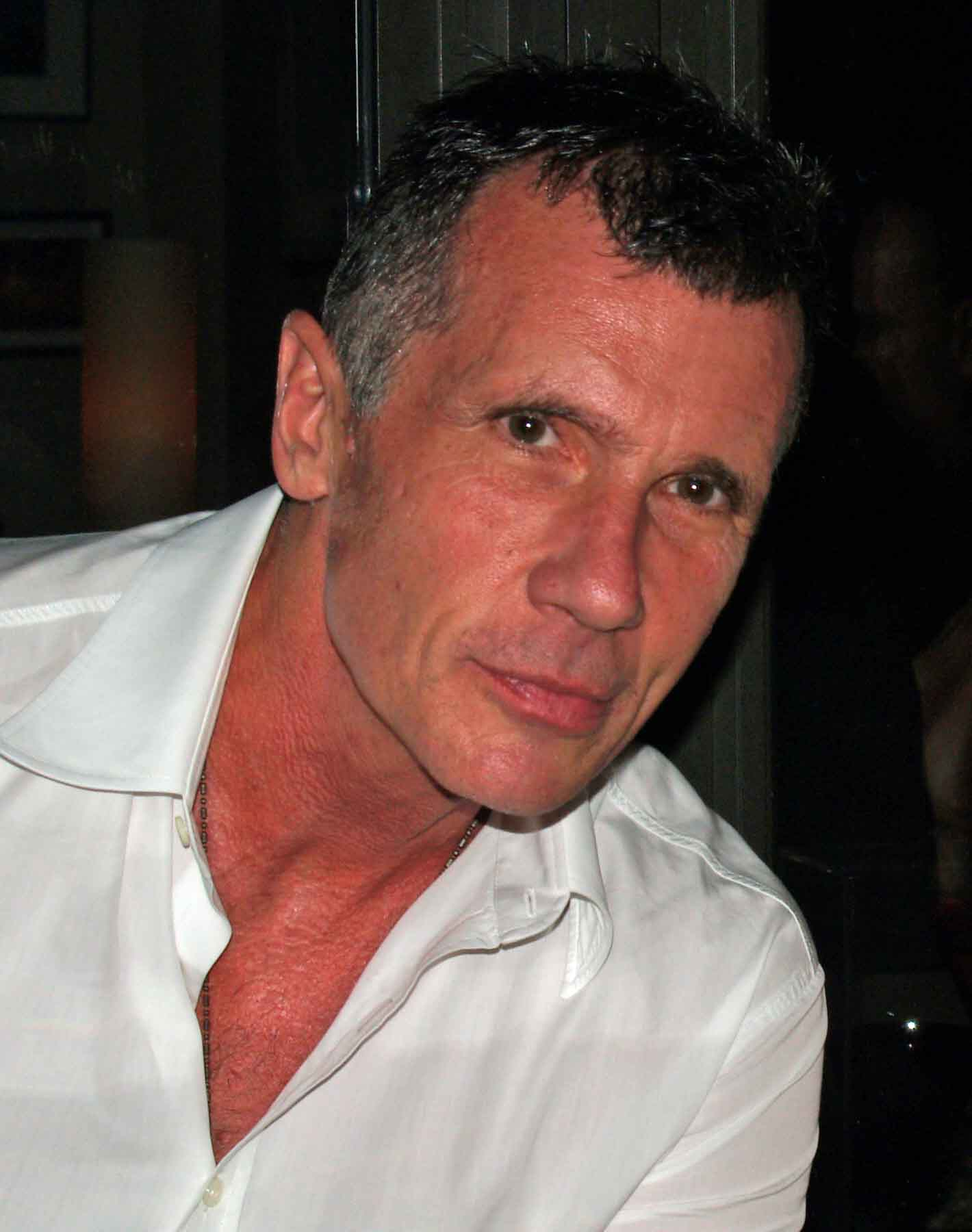
Michael Cunningham

Powieść ta została opublikowana w 1998 roku i została okrzyknięta wydarzeniem literackim. Otrzymała Nagrodę Pulitzera w kategorii Fiction, PEN/Faulkner Award, a także została wybrana Książką Roku 1998 przez takie tytuły, jak The New York Times, Los Angeles Times, Boston Glibe, Chicago Tribune i Publishers Weekly.
Michael Cunningham w „Godzinach” opisał sytuacje, w których trzy kobiety z różnych epok wiąże jedno dzieło literackie. „Godziny” relacjonują historię trzech odmiennych kobiet, które łączy głębokie przekonanie, że żyją dla kogoś innego, zamiast siebie samych.
Jedną z tych kobiet jest Virginia Woolf, która na przedmieściach Londynu na początku lat 20. XX wieku boryka się nie tylko z trudnościami tworzenia pierwszych stron powieści Pani Dalloway, ale i obłędem, który ją zniewala.
Kolejną z tych kobiet jest mieszkająca w Los Angeles krótko po zakończeniu II wojny światowej Laura Brown, z pozoru idealna żona i matka. Zaczyna właśnie lekturę Pani Dalloway i pod jej wpływem ogarniają ją wątpliwości co do wyboru własnej drogi życiowej.
Trzecią kobietą jest Clarissa Vaugham, mieszkanka Nowego Jorku, która staje się współczesnym lustrzanym odbiciem tytułowej bohaterki powieści Woolf, planując przyjęcie na cześć literackiego sukcesu umierającego na AIDS przyjaciela i byłego kochanka, Richarda, który przed laty nadał jej przydomek „Pani Dalloway”.

## O filmie
W filmie „Godziny” akcja rozpoczyna się pod koniec XX w. w Nowym Jorku, później przenosi się do Londynu w 1923 r., a na końcu do Los Angeles w 1949 r.
Clarissa (Meryl Streep) wydaje książki. Virginia (Nicole Kidman) pisze powieści. Laura (Julianne Moore) zajmuje się domem.
W filmie występują trzy epoki, trzy kobiety. Są nieświadome, że połączyła je książka jednej z nich – „Pani Dalloway”.
Obraz okazał się największym przegranym w wyścigu po Oscary w 2003 roku, bo z 9 nominacji otrzymał tylko jedną – statuetkę dla Nicole Kidman.

## Ekipa
- Reżyseria – Stephen Daldry
- Scenariusz – David Hare (na podst. powieści Michaela Cunninghama)
- Muzyka – Philip Glass
- Producent – Robert Fox, Scott Rudin
- Zdjęcia – Seamus McGarvey
- Scenografia – Marja Djurkovic
- Kostiumy – Ann Roth
- Montaż – Peter Boyle
- Casting – Patsy Pollock, Daniel Swee
- Producent wykonawczy – Mark Huffam
- Kierownictwo artystyczne – Nick Palmer, Mark Raggett, Judy Rhee
- Dekoracja planu – Philippa Hart, Barbara Peterson, Harriet Zucker.

## Obsada
- Nicole Kidman jako Virginia Woolf
- Meryl Streep jako Clarissa Vaughn
- Julianne Moore jako Laura Brown
- Stephen Dillane jako Leonard Woolf
- Ed Harris jako Richard
- Toni Collette jako Kitty
- Miranda Richardson jako Vanessa Bell
- Michael Culkin jako doktor
- Allison Janney jako Sally
- Jeff Daniels jako Louis Waters
- Claire Danes jako Julia
- John C. Reilly jako Dan Brown
- Linda Bassett jako Nelly Boxall
- Christian Coulson jako Ralph Partridge
- Margo Martindale jako pani Latch
- Jack Rovello jako Ritchie
- Daniel Brocklebank jako Rodney
- Eileen Atkins jako Barbara
- Charley Ramm jako Julian Bell

## Nagrody
Oscary za rok 2002
- Zwycięzca w kategorii Najlepsza Aktorka Pierwszoplanowa: Nicole Kidman
- Nominacja w kategorii Najlepszy Film: Scott Rudin, Robert Fox
- Nominacja w kategorii Najlepsza Aktorka Drugoplanowa: Julianne Moore
- Nominacja w kategorii Najlepszy Aktor Drugoplanowy: Ed Harris
- Nominacja w kategorii Reżyseria: Stephen Daldry
- Nominacja w kategorii Scenariusz Adaptowany: David Hare
- Nominacja w kategorii Montaż: Peter Boyle
- Nominacja w kategorii Kostiumy: Ann Roth
- Nominacja w kategorii Muzyka: Philip Glass

Złote Globy 2002
- Zwycięzca w kategorii Najlepszy Film, Dramat
- Zwycięzca w kategorii Najlepsza Aktorka w Dramacie Nicole Kidman
- Nominacja w kategorii Najlepsza Aktorka w Dramacie Meryl Streep
- Nominacja w kategorii Najlepszy Aktor Drugoplanowy Ed Harris
- Nominacja w kategorii Najlepszy Reżyser Stephen Daldry
- Nominacja w kategorii Najlepszy Scenariusz David Hare
- Nominacja w kategorii Najlepsza Muzyka Philip Glass

BAFTA 2003
- Zwycięzca w Kategorii Najlepsza Aktorka: Nicole Kidman
- Zwycięzca w kategorii Najlepsza Muzyka: Philip Glass
- Nominacja w kategorii Najlepszy Film: Scot Rudin, Robert Fox
- Nominacja do nagroda im. Alexandra Kordy za Najlepszy Brytyjski Film Roku[1]
- Nominacja w kategorii Najlepsza Aktorka: Meryl Streep
- Nominacja w kategorii Najlepsza Aktorka Drugoplanowa: Julianne Moore
- Nominacja w kategorii Najlepszy Aktor Drugoplanowy: Ed Harris
- Nominacja w Kategorii Najlepszy Reżyser: Stephen Daldry
- Nominacja w Kategorii Najlepszy Scenariusz Adaptowany: David Hare
- Nominacja w kategorii Najlepszy Montaż: Peter Boyle

53 Międzynarodowy Festiwal Filmowy w Berlinie
- Srebrny Niedźwiedź dla najlepszej aktorki: N. Kidman, J. Moore, M. Streep
- Nominacja do Złotego Niedźwiedzia w kategorii Najlepszy Film

## Powiązania
W powieści Jacka Bocheńskiego Tabu znajdują się trzy opowiadania zawierające wyznania trzech kobiet z różnych epok, które łączy posiadanie wspólnego imienia – Dolores. Każda z nich poznała mężczyznę o imieniu Diego.